# Понте Ђорђела (Ређо Емилија)
Понте Ђорђела је насеље у Италији у округу Ређо Емилија, региону Емилија-Ромања.
Према процени из 2011. у насељу је живело 14 становника. Насеље се налази на надморској висини од 249 м.